# Danielis János József
Danielis János József (Selmecbánya, 17. század – ?) evangélikus lelkész.

## Élete
Nemes Danielis Boldizsár fia volt. Selmecbányáról származott, s ott is kezdte tanulmányait, azután két évig 1650-től Elbingenben, Danzigban, végül 1652. március 26-ától három évig Wittenbergben volt egyetemi hallgató, ugyanezen éve április 26-án szerzett magisteri címet. Innét bozóki papnak hívták, onnan pedig Rohoncra ment és 1655. február 14-én Banovicén Kalinka Joakim által ordináltatott. 1659-től Kőszegen volt lelkész. További sorsa ismeretlen.

## Munkái
Urbs επταλοφος. Babylon apocalyptica mystica, Roma pro throno Antichristi ex Apoc. XVII. 5. 9. 18. declaratur… theologica dissertatio. Vitebergae, 1652.